# 鞠杨
鞠杨，中华人民共和国教育部长江学者特聘教授，中国矿业大学（北京）教授、博士生导师，现任"煤炭资源与安全开采"国家重点实验室常务副主任，主要从事矿山岩体力学与岩层控制理论研究。

## 社会兼职
- 中国岩石力学与工程学会岩体数学物理模拟专业委员会副主任